# Sojusz Demokratycznych Republikanów
Sojusz Demokratycznych Republikanów (fr. Alliance démocratique, AD lub Alliance républicaine démocratique, ARD) był francuską partią polityczną, funkcjonującą w latach 1901-78. Założyli go zwolennicy Léona Gambetty, m.in. przyszły premier Francji – Raymond Poincaré. Powstanie partii zainicjowało środowisko Radykalnej Partii Socjalistycznej, związane ze światem biznesu. Jego przedstawiciele zrzeszyli się w maju 1901 roku. Wśród nich znajdowało się także wielu polityków umiarkowanych, w tym centrolewicowi liberałowie oraz republikańscy "oportuniści" (m.in. Gambetta). Podczas I wojny światowej, gdy z parlamentu odeszły ugrupowania monarchistyczne i bonapartyści, ARD szybko zyskał status głównej centroprawicowej siły w Trzeciej Republice. Współtworzył prawicową koalicję Blok Narodowy (National Bloc), która zwyciężyła wybory po zakończeniu wojny. ARD przyjmował kolejno nazwy: Parti Républicain Démocratique  (Partia Demokratyczno-Republikańska,PRD), Parti Républicain Démocratique et Social (Socjalistyczna Partia Republikańsko-Demokratyczna), a ostatecznie – ponownie Alliance démocratique.
ARD całkowicie skompromitował się politycznie po upadku kolaboracyjnego rządu w Vichy (1944). Główny przywódca ARD, Pierre-Etienne Flandine oraz inni członkowie partii, m.in. Joseph Barthélémy, zdecydowanie popierali proniemiecki reżim marszałka Petaina.
Partię próbowano zreformować w czasie przewodnictwa Josepha Laniela, uczestnika francuskiego ruchu oporu (Resistance). ARD na pewien okres przyłączył się do Związku Lewicowych Republikanów (Rassemblement des gauches républicaines, RGR). Następnie zjednoczył się z Narodowym Centrum Polityków Bezpartyjnych i Chłopów (CNI,Centre national des indépendants et paysans). AD, w przeciwieństwie do SFIO (Francuskiej Sekcji Międzynarodówki Robotniczej) oraz PCF (Francuskiej Partii Komunistycznej) nigdy nie stał się masową partią polityczną, opartą na dyscyplinie partyjnej (deputowani z tych lewicowych partii zobowiązani byli do głosowania zgodnie z instrukcjami partii). Ówcześni członkowie AD wywodzili się przeważnie z kręgów intelektualnych. Jego członkowie obradowali zazwyczaj podczas kolacji. Partia została rozwiązana w roku 1978, po jej definitywnym wykluczeniu ze sceny politycznej.
W okresie III Republiki większość posłów z AD zasiadała w klubie "Lewicowych Republikanów" – głównej centroprawicowej formacji parlamentarnej (ze względu na specyficzną dla francuskiej polityki tendencję "synistryzmu" francuskie partie o "zabarwieniu" prawicowym unikały klasyfikacji do ugrupowań prawicy, gdyż Republika tradycyjnie kojarzyła się z lewicą, a określenie "prawica" odnosiło się do monarchistów (legitymistów i orleanistów)).

## Wyniki wyborów
- 1902: 5.96%
- 1906: 7.99%
- 1910: 12.13%
- 1914: 28.55%
- 1919: 21.56% (razem z innymi partiami centroprawicowymi)
- 1924: 11.76% (razem z innymi partiami centroprawicowymi)
- 1928: 13.08% (razem z innymi partiami centroprawicowymi)
- 1932: 13.57%
- 1936: 25.76% (razem z innymi partiami centroprawicowymi oraz PDP)